# William Gordon Burn Murdoch
Pour les articles homonymes, voir William Gordon (homonymie) et Murdoch.
William Gordon Burn Murdoch, né le 22 janvier 1862 à Édimbourg et mort dans cette ville le 19 juillet 1939, est un peintre, écrivain et explorateur écossais.
Murdoch a participé à la Dundee Whaling Expedition en Antarctique. Il a publié plusieurs livres sur les voyages. Un cap, le cap Burn Murdoch sur l'île Laurie dans les îles Orcades du Sud, est nommé en son honneur par William Speirs Bruce lors de l'expédition Scotia.